# 구 가톨릭교회

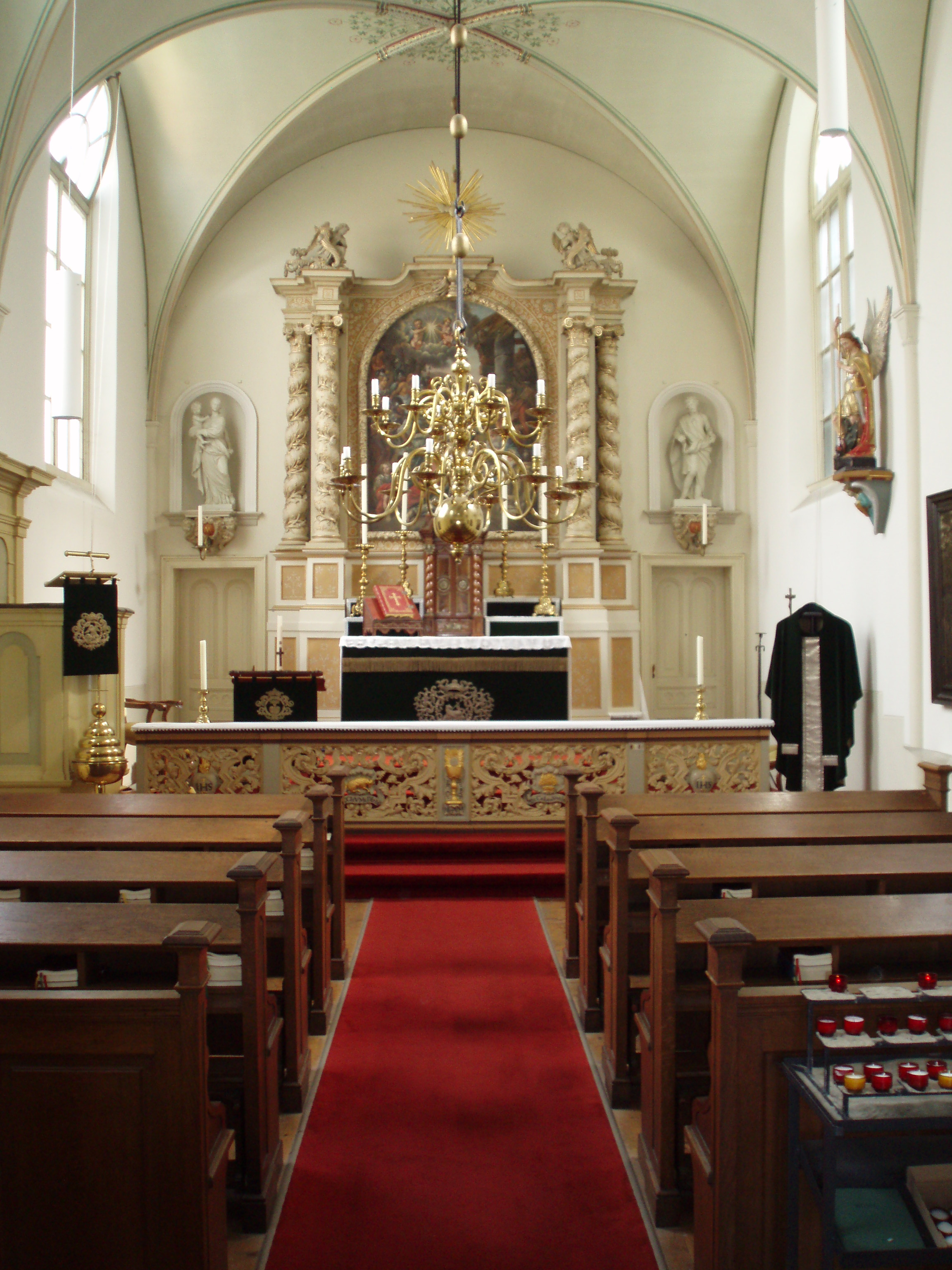

구 가톨릭교회(독일어: Altkatolisch Kirche, 영어: Old Catholic Church) 또는 복고가톨릭교회, 구천주교회는 19세기에 등장한 기독교 교파로, 제1차 바티칸 공의회에서 선포된 교황무류성 등의 교리에 반대하여 로마 가톨릭교회로부터 독립하였다. 이들은 독일의 뛰어난 신학자인 이그나츠 폰 될링거의 영도하에 새로운 교회를 결성하였는데 이들은 자신들이 가톨릭의 진정한 교리와 전통을 유지하고 있다고 믿었다.

## 명칭
보통 구가톨릭교회 또는 복고가톨릭교회 등 큰 구분 없이 사용하며 한자로는 ALT 의 뜻에서 유래한 舊天主教會(구천주교회)라고 쓰고 있으며 동 교파의 운동이나 주장에 유래된 復古天主教會(복고천주교회)라고도 쓰고 있다. 중국에서는 특이하게 Altkatolisch Kirche 중 ALT에 표현에 주목하여 老天主教會(로천주교회)라고도 부른다.
Old Catholic의 뜻은 original Catholicism이라는 뜻이며 이 표현은 1853년 로마 교황청의 영향으로부터 독립적으로, 초기 기독교의 모습을 되찾겠다는 데에서 썼던 말이다.
유명한 신학자로는 이그나츠 폰 될링거(Ignaz von Döllinger)가 있다.

## 기원
기원은 당시 교황 비오 9세의 주도로 이루어진 제1차 바티칸 공의회에서 벌어진 '성모의 무염시태'를 둘러싸고 교황무류설과 교황 교도권을 교의로 확립하였는데 이에 공의회가 교황권보다 우선됨을 주장하던 공의회 중심주의와 교황권 제한론이 밀려나게 되었다. 이에 1871년 독일의 본 대학 신학교수들은 공의회가 단지 교황의 자문기관에 불과한 것이냐며 교황 무류성에 대한 반발을 주장하였고 이러한 움직임이 뉘른베르크 등 독일어권의 도시로 확산되어 될링거(Ignaz von Dollinger), 프리드리히(Johann Friedrich), 로이시(Franz Reusch), 슐테(Johann von Schulte) 등의 신학자들은 뮌헨에서 “고 가톨릭교도대회”를 개최하고 교단을 발족시켰다.
이들은 1873년 독자적인 주교를 성성하고 공의회에서 결정된 교의를 정면으로 부정하였다. 이러한 분위기는 유럽 각지로 퍼져나가 오스트리아, 프랑스, 스위스, 이탈리아에 걸쳐 독립교단이 생겨났다.
 이들은 교황에게 단지 명예상의 수위를 인정하고 지방교회의 자주성, 특수성을 존중하였던 고대교회의 기초에 서야한다고 주장하고 1873년 각국의 교회는 독자적인 주교 옹립 및 1889년 네덜란드 유트레히트에서 유트레히트 연맹을 결성하고 유트레히트 선언을 통해 교황의 교도권을 부정하였다. 교황 비오 9세는 1873년 회칙에서 이들에 대해 교회의 기초를 파괴하는 멸망의 자손들이라 비난하였다.
이들은 1908년 영국으로 건너 갔다. 교황 레오 13세가 영국국교회의 성직자 안수를 무효라 선언하였으므로 영국국교회를 떠난 성공회 성직자가 자신들에게 올 것이라 생각했기 때문이다.
 그러나 국교회에서의 집단적은 개종은 생기지 않았다. 다만 여러 교회들이 가톨릭으로부터 독립하는 움직임을 발생시켰다.

## 로마 가톨릭교회와의 차이점
교의에서는 성서와 성전을 신앙하는 규범이 있는 점이 로마 가톨릭교회와 동일해서 일반적으로 개신교보다는 로마 가톨릭교회에 가깝다고 간주되고 교황의 명예상 수위 또한 인정한다.
그러나 이들은 결정적으로 제1차 바티칸 공의회를 인정하지 않는 데서 입장을 달리한다.
따라서 교황무류성을 인정하지 않는다. 이들은 자신들이 가톨릭의 진정한 교리와 전통을 유지하고 있다고 믿으며, 교황 교도권, 사제의 독신제도 등도 모두 인정하지 않는다.
교황지상주의에 따른 새 교의인 성모 승천과 원죄 없는 잉태를 인정하지 않고, 그 대신 성모 안식을 믿으며 공동체의 자치권(Self-determination of Communities)을 중시한다.
또한 순례, 성인의 숭배를 부정하며, 단식의무 또한 규정짓지 않는다. 성변화를 규정짓지 않고 기념(Anamnesis)에 실재적 임재(Real presense)가 변화(Metabole)한다고 함으로써 성 천와遷訛를 믿는다. 성서를 읽는 것을 추천하며 미사도 라틴어가 아닌 자국 언어로 집전하는 것을 주장하였다.

## 조직

### 위트레흐트 연합
독일 남부, 스위스, 오스트리아를 중심으로 신자가 있고, 미국 등에도 전파되어 있다. 유럽의 복고 가톨릭교회는 거의 대부분 위트레흐트 연합에 소속되어 있으나 슬로바키아는 연맹에서 탈퇴하였다.

### 영국과 미국의 교회
영국과 미국에도 교회가 있는데 유럽 대륙의 교회 연합체인 위트레흐트 연합에는 소속되어 있지는 않다.

### 구성
이들은 나라마다 한 사람의 주교를 두고 있으며, 그 아래 독립된 국교회가 조직되어 있고 각 국교회는 주교회의를 통하여 결합되어 있다.

직분은 총 3가지로 주교, 사제, 부제이다.

국교회의 입법, 사법, 행정권은 성직자와 평신도로 구성된 교구회의에서 행사하며 가장 독특한 점은 주임사제는 신자들에 의해 선출된다.

## 논란
1980년대 후반부터 여성사제 여성부제의 안수 문제를 가지고 용인하는 파와 용인하지 않는 파 사이에 견해의 대립이 표면화되었지만, 1996년 5월 26일에 주교 Joachim Vobbe가  Regina Pickel-Bossau를 부제로 Angela Berlis를 사제로 서품하면서 여성 안수가 행해지고 있다.

## 현재
19세기 말의 신도수는 독일, 스위스, 네덜란드, 오스트리아를 합쳐서 16만명, 20세기에 들어오면서 독일과 스위스에서는 반감하였으나, 특히 미국과 폴란드에서 증가해서 약 35만명. 이에 19세기 말 스페인에 대한 반항운동 중에서 그레고리오 아글리파이(Gregorio Aglipay)가 동일한 사상에서 설립한 필리핀 독립교회의 신도 80만~100만을 합치는 학자도 있다. 현재에는 독일, 스위스, 오스트리아 등지에 남아 있으며 1932년 이후로는 성공회와 완전한 상통관계를 맺고 있다.

최근 1968년에 들어서면서 교회일치의 정신 아래 분열을 극복하려는 움직임이 나타나고 있다.

## 참고 자료
- 브리태니커 복고 가톨릭교회
- 한국종교학대사전의 고가톨릭주의
- 가톨릭대사전 구가톨릭교
- WCC 총무, 하나를 향한 구 가톨릭교회에 인사말 전해, 베리타스 기사

## 같이 보기
- 기독교
- 로마 가톨릭교회
- 개혁주의
- 독립 가톨릭교회